# Molina Aterno

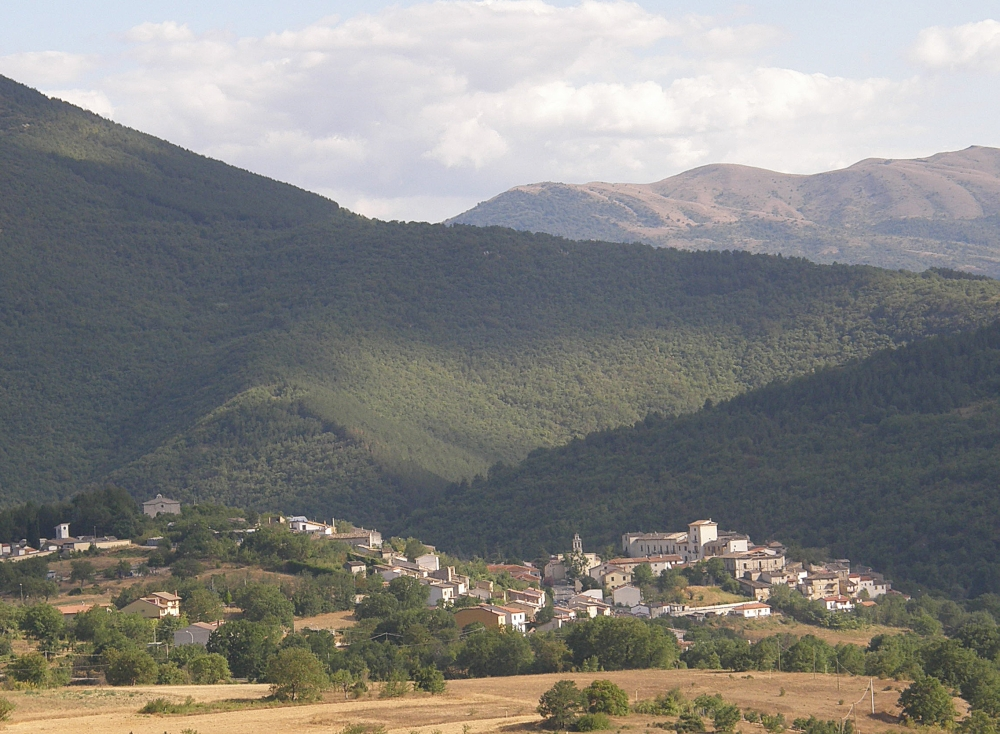
Blick auf Molina Aterno

Molina Aterno ist eine Gemeinde (comune) in der Region Abruzzen und der Provinz L’Aquila in Italien und zählt (Stand 31. Dezember 2023) 344 Einwohner. Die Gemeinde liegt etwa 36 Kilometer südöstlich von L’Aquila im Regionalpark Sirente-Velino am Aterno und gehört zur Comunità montana Sirentina.

## Verkehr
Die frühere Strada Statale 261 Subequana (heute eine Regionalstraße) von L’Aquila kommend geht hier von der Strada Statale 5 Via Tiburtina Valeria (hier ebenfalls eine Regionalstraße) von Rom nach Pescara ab.